# Gouvernement Ciucă
Roumanie
Cîțu Ciolacu I
Le gouvernement Ciucă (en roumain : Guvernul Nicolae Ciucă) est le gouvernement de la Roumanie du 25 novembre 2021 au 15 juin 2023, sous la 9e législature de la Chambre des députés et du Sénat.
Il est dirigé par le libéral Nicolae Ciucă, dont le PNL est arrivé deuxième aux élections législatives et a formé une grande coalition avec le PSD. Il succède au gouvernement de Florin Cîțu, issu du même parti et renversé par le Parlement.

## Mandat
Ce gouvernement est dirigé par le nouveau Premier ministre libéral Nicolae Ciucă, précédemment ministre de la Défense. Il est constitué et soutenu par une grande coalition entre le Parti national libéral (PNL), le Parti social-démocrate (PSD), et l'Union démocrate magyare de Roumanie (UDMR). Ensemble, ils disposent de 209 députés sur 330, soit 63,3 % des sièges de la Chambre des députés, et de 94 sénateurs sur 136, soit 69,1 % des sièges du Sénat.
Il succède donc au gouvernement de Florin Cîțu, constitué du PNL et de l'UDMR en minorité.

### Formation
Une motion de censure, déposée par le PSD, est votée à l'encontre du gouvernement Cîțu le 5 octobre suivant par le Parlement, avec le soutien de l'Union sauvez la Roumanie (USR) — précédemment membre de la coalition gouvernementale — et de l'Alliance pour l'unité des Roumains (AUR).
Le 12 novembre, après plusieurs semaines de négociations, le PNL, le PSD et l'UDMR concluent une entente de base pour la formation d'un gouvernement de coalition, alors que des questions restent à résoudre, comme le nom du Premier ministre ou le principe d'une rotation à la tête du gouvernement. Un accord de coalition est obtenu le 21 novembre sur le principe d'une rotation entre les deux partis après 18 mois entre Nicolae Ciucă et le président du PSD, Marcel Ciolacu, ainsi que sur la répartition des ministères.
Le lendemain, Ciucă est de nouveau désigné Premier ministre, recevant le soutien du PNL, du PSD et de l'UDMR lors des consultations présidentielles,. Le 23 novembre, conformément à l'accord de coalition, Ciolacu est élu président de la Chambre des députés, tandis que Cîțu devient président du Sénat.
Le 24 novembre, les ministres désignés sont approuvés par les commissions parlementaires. Présenté aux députés et sénateurs réunis le 25 novembre, le gouvernement remporte le vote de confiance du Parlement par 318 voix pour et 126 contre, la majorité requise étant d'au moins 234 voix, puis prête serment dans la foulée.

### Succession
Le 17 mai 2023, conformément à l'accord de coalition, Ciucă annonce sa démission, effective initialement le 26 mai. À la demande du président Iohannis, il décide finalement de la reporter du fait de la grève des enseignants. Il démissionne effectivement le 12 juin, au lendemain de la fin de cette grève, l'une des plus importantes ces dernières années et qui a vu des dizaines de milliers de personnes sortir dans les rues. Le ministre de la Justice Cătălin Predoiu assure l'intérim.
Le 13 juin, Marcel Ciolacu est chargé de former un gouvernement. Il présente sa composition le jour même. Présenté aux députés et sénateurs le 15 juin, le gouvernement remporte le vote de confiance par 290 voix pour et 95 contre, puis est assermenté le jour même.

## Composition
- Par rapport au gouvernement Cîțu, les nouveaux ministres sont indiqués en gras et ceux ayant changé d'attribution en italique[20].

| Poste                                                                 | Titulaire | Titulaire | Parti |
| --------------------------------------------------------------------- | --------- | --- | ----- |
| Premier ministre                                                      |           | Nicolae Ciucă (jusqu'au 12/06/2023) Cătălin Predoiu a.i.                                                                                       | PNL   |
| Vice-Premier ministre Ministre des Transports et des Infrastructures  |           | Sorin Grindeanu | PSD   |
| Vice-Premier ministre                                                 |           | Hunor Kelemen | UDMR  |
| Ministre des Finances                                                 |           | Adrian Câciu | Sans  |
| Ministre des Affaires intérieures                                     |           | Lucian Bode | PNL   |
| Ministre des Affaires étrangères                                      |           | Bogdan Aurescu | Sans  |
| Ministre de la Justice                                                |           | Cătălin Predoiu | PNL   |
| Ministre de la Défense nationale                                      |           | Vasile Dîncu (jusqu'au 24/10/2022) | PSD   |
| Ministre de la Défense nationale                                      |           | Nicolae Ciucă a.i. | PNL   |
| Ministre de la Défense nationale                                      |           | Angel Tîlvăr (à partir du 31/10/2022) | PSD   |
| Ministre de l'Économie                                                |           | Florin Spătaru | PSD   |
| Ministre de l'Énergie                                                 |           | Virgil-Daniel Popescu | PNL   |
| Ministre de la Santé                                                  |           | Alexandru Rafila | PSD   |
| Ministre de l'Agriculture et du Développement rural                   |           | Adrian Chesnoiu (jusqu'au 23/06/2022) Sorin Grindeanu a.i. Petre Daea (à partir du 08/07/2022)                                                 | PSD   |
| Ministre de l'Environnement, des Eaux et des Forêts                   |           | Barna Tánczos (en) | UDMR  |
| Ministre du Développement, des Travaux publics et de l'Administration |           | Attila Cseke | UDMR  |
| Ministre des Investissements et des Projets européens                 |           | Dan Vîlceanu (en) (jusqu'au 07/04/2022) Marcel Boloș a.i. jusqu'au 03/05/2022                                                                  | PNL   |
| Ministre du Travail et de la Protection sociale                       |           | Marius Budăi | PSD   |
| Ministre de l'Éducation                                               |           | Sorin Cîmpeanu (jusqu'au 03/10/2022) | PNL   |
| Ministre de l'Éducation                                               |           | Ligia Deca | Sans  |
| Ministre de la Recherche, de l'Innovation et du Numérique             |           | Florin Roman (jusqu'au 15/12/2021) Virgil-Daniel Popescu a.i. Marcel Boloș (à partir du 28/01/2022) Sebastian Burduja (à partir du 03/05/2022) | PNL   |
| Ministre de la Culture                                                |           | Lucian Romașcanu | PSD   |
| Ministre des Sports                                                   |           | Eduard Novak | UDMR  |
| Ministre de la Famille, la Jeunesse et de l'Égalité des chances       |           | Gabriela Firea | PSD   |
| Ministre de l'Entreprenariat et du Tourisme                           |           | Constantin Cadariu | PNL   |